# Aiszai
Aiszai (愛西市, aiszaisi) egy város Aicsi prefektúrában, Japánban.
2005. április 1-jén jött létre Szaja és Szaori városok, valamint Hacsikai és Tacuta falvak összeolvadásával.
A 2005. március 15-én tartott népszámlálásból kiderült, hogy a város lakossága 65 597 fő, népsűrűsége 984 fő/km². Teljes területe 66,63 km².

## Népesség
Aiszai népessége az elmúlt években az alábbi módon változott:
| Lakosok száma | 64 978 | 63 088 | 60 914 |
|               | 2010   | 2015   | 2021   |

## Híres emberek
- Katou Koumei – 24. miniszterelnök
- Yokoi Shouichi – korábban japán katona